# The Oxford Dictionary of Byzantium
The Oxford Dictionary of Byzantium (скраћено ODB) је тротоман, свеобухватан речник о византијској цивилизацији који је 1991. године издала издавачка кућа Оксфорд јуниверзити прес (Oxford University Press). Садржи преко 5.000 одредница, које је саставио међународни тим стручњака за византологију на челу са главним и одговорним уредником Александром Кажданом, совјетско-америчким византологом које покривају све аспекте живота у Византији. Главне одреднице тичу се пољопривреде, уметности, књижевности и политике у Византији, док се краће односе на теме од споредног значаја по само царство, као што су нпр. историја Кијевске државе или пак поједине личности из Библије и антике. Готово свака одредница пропраћена је стручном литературом, бројним мапама, табелама, архитектонским цртежима и родословима.